# Elezioni amministrative a San Marino del 1989
Le elezioni amministrative sammarinesi del 1989 si svolsero il 4 giugno nei 9 castelli di San Marino per l'elezione delle Giunte di Castello.
Le elezioni prevedevano l'elezione indiretta del Capitano di Castello dopo l'elezione della Giunte di Castello.
Con l'entrata in vigore della legge 112/1988 sono stati ridotti i membri delle Giunte di Castello:
- 11 membri per i Castelli con popolazione fino a 2.000 abitanti
- 17 membri per i Castelli con popolazione pari o superiore a 2.000 abitanti.

## Elezioni del 4 giugno 1989
Acquaviva
| Liste                                     | Voti | %     | Seggi |
| ----------------------------------------- | ---- | ----- | ----- |
| Partito Democratico Cristiano Sammarinese | 312  | 72,90 | 5     |
| Partito Comunista Sammarinese             | 239  | 55,84 | 4     |
| Partito Socialista Sammarinese            | 35   | 8,18  | 1     |
| Partito Socialista Unitario               | 34   | 7,94  | 1     |
| Totale                                    | 428  | 100   | 11    |
| Elettori                                  | 843  |       |       |

Eletto Maurizio Ghiotti (PDCS) Capitano di Castello.
Borgo Maggiore
| Liste                                     | Voti  | %     | Seggi |
| ----------------------------------------- | ----- | ----- | ----- |
| Partito Democratico Cristiano Sammarinese | 1 292 | 48,88 | 8     |
| Partito Comunista Sammarinese             | 609   | 23,04 | 4     |
| Partito Socialista Sammarinese            | 443   | 16,76 | 3     |
| Partito Socialista Unitario               | 299   | 11,31 | 2     |
| Totale                                    | 2 643 | 100   | 17    |
| Elettori                                  | 3 332 |       |       |

Eletto Giancarlo Felici (PDCS)  Capitano di Castello.
Chiesanuova
| Liste                                     | Voti | %     | Seggi |
| ----------------------------------------- | ---- | ----- | ----- |
| Partito Democratico Cristiano Sammarinese | 250  | 58,41 | 7     |
| Partito Comunista Sammarinese             | 109  | 25,47 | 3     |
| Partito Socialista Sammarinese            | 35   | 8,18  | 1     |
| Partito Socialista Unitario               | 34   | 7,94  | –     |
| Totale                                    | 428  | 100   | 11    |
| Elettori                                  | 505  |       |       |

Eletto Bruno Cesarini (PDCS)  Capitano di Castello.
Domagnano
| Liste                                     | Voti  | %     | Seggi |
| ----------------------------------------- | ----- | ----- | ----- |
| Partito Democratico Cristiano Sammarinese | 620   | 51,58 | 6     |
| Partito Comunista Sammarinese             | 218   | 18,14 | 2     |
| Partito Socialista Unitario               | 190   | 15,81 | 2     |
| Partito Socialista Sammarinese            | 174   | 14,48 | 1     |
| Totale                                    | 1 202 | 100   | 11    |
| Elettori                                  | 1 459 |       |       |

Eletto Leo Marino Gasperoni (PDCS)  Capitano di Castello.
Faetano
| Liste                                     | Voti | %     | Seggi |
| ----------------------------------------- | ---- | ----- | ----- |
| Partito Democratico Cristiano Sammarinese | 222  | 47,54 | 6     |
| Partito Comunista Sammarinese             | 145  | 31,05 | 4     |
| Partito Socialista Sammarinese            | 72   | 15,42 | 1     |
| Partito Socialista Unitario               | 28   | 6,00  | –     |
| Totale                                    | 467  | 100   | 11    |
| Elettori                                  | 547  |       |       |

Eletto Pier Marino Mularoni (PDCS)  Capitano di Castello.
Fiorentino
| Liste                                     | Voti  | %     | Seggi |
| ----------------------------------------- | ----- | ----- | ----- |
| Partito Comunista Sammarinese             | 369   | 38,76 | 5     |
| Partito Democratico Cristiano Sammarinese | 284   | 29,83 | 3     |
| Partito Socialista Sammarinese            | 165   | 17,33 | 2     |
| Partito Socialista Unitario               | 134   | 14,08 | 1     |
| Totale                                    | 952   | 100   | 11    |
| Elettori                                  | 1 111 |       |       |

Eletto Floriano Broccoli (PCS)  Capitano di Castello.
Montegiardino
| Liste                                     | Voti | %     | Seggi |
| ----------------------------------------- | ---- | ----- | ----- |
| Partito Democratico Cristiano Sammarinese | 157  | 43,25 | 5     |
| Partito Comunista Sammarinese             | 98   | 27,00 | 3     |
| Partito Socialista Sammarinese            | 73   | 20,11 | 2     |
| Partito Socialista Unitario               | 35   | 9,64  | 1     |
| Totale                                    | 363  | 100   | 11    |
| Elettori                                  | 417  |       |       |

Eletto Marino Leo Poggiali (PDCS)  Capitano di Castello.
Città di San Marino
| Liste                                     | Voti  | %     | Seggi |
| ----------------------------------------- | ----- | ----- | ----- |
| Partito Democratico Cristiano Sammarinese | 1 294 | 52,35 | 10    |
| Partito Comunista Sammarinese             | 582   | 23,54 | 4     |
| Partito Socialista Unitario               | 344   | 13,92 | 2     |
| Partito Socialista Sammarinese            | 252   | 10,19 | 1     |
| Totale                                    | 2 472 | 100   | 17    |
| Elettori                                  | 3 252 |       |       |

Eletto Marino Albani (PDCS)  Capitano di Castello.
Serravalle
| Liste                                     | Voti  | %     | Seggi |
| ----------------------------------------- | ----- | ----- | ----- |
| Partito Democratico Cristiano Sammarinese | 1 905 | 45,13 | 8     |
| Partito Comunista Sammarinese             | 1 252 | 29,66 | 5     |
| Partito Socialista Sammarinese            | 632   | 14,97 | 2     |
| Partito Socialista Unitario               | 432   | 10,23 | 2     |
| Totale                                    | 4 221 | 100   | 17    |
| Elettori                                  | 5 154 |       |       |

Eletto Athos Gasperoni (PDCS)  Capitano di Castello.